# Laras
Laras is een bestuurslaag in het regentschap Simalungun van de provincie Noord-Sumatra, Indonesië. Laras telt 960 inwoners (volkstelling 2010).